# 本当の話
『本当の話』（ほんとうのはなし、ギリシア語原題：Ἀληθῆ διηγήματα）は、サモサタのルキアノスが西暦167年ごろに書いた中編小説。ギリシア語で書かれた。既存の旅行記のパロディであると同時に月旅行を扱った空想小説であり、本作および『イカロメニッポス』（同著者。同じく月旅行が描かれる）の2編はしばしば「史上最初のSF」とされる。
1634年に英訳がなされた。英題は"True History"。ラテン語化された題名"Vera Historia"でも知られる。日本語訳としては西洋古典学者の呉茂一による「本当の話」が戦中から存在し同タイトルで版を重ねている（→#書誌情報）が、日本語資料中では「真実の話」や「真実の歴史」の呼称も見られる。
『ほらふき男爵の冒険』における、月旅行のエピソードや巨鯨に呑み込まれるエピソードは本作のプロットを借用したものである。

## 梗概
「私」と50人のギリシアの青年たちが、ヘラクレスの柱を超えて未知の海域の探検に乗り出す。彼らが80日間の航海の結果、最初に発見した島は「ヘーラクレースとディオニューソス到来の地」で、ぶどう酒の川があり酒粕の魚が泳いでいた。彼らは2人の仲間をこの地で失い、先へ進む。
つむじ風で船が飛ばされ、七日七晩の空中旅行の末、彼らは月に着陸する。その時、月世界（エンデュミオーンを王とする）は明けの明星の領土を巡って太陽（パエトーンが王）と戦争を始めるところであった。青年たちは月世界側に与して戦う。味方の乗用動物は頭が3つの大鷲や巨大な蚤。敵は巨大な蟻。武器には通常の剣に加えてアスパラガスの槍や投擲用辛子大根が使われた。戦いは月世界側が一時的に勝利を得るが、銀河から遅れてやって来たケンタウロス軍が戦況を一変させ、結局は太陽側に有利な講和条約が結ばれる。
月を後にした青年たちは明けの明星や、ヒアデス星団とプレアデス星団の間にある「灯明の国」に立ち寄った後、海上に戻る。三日目の朝、巨大な鯨が現れて船を呑み込む。鯨の体内には陸地があり、森が茂り、陸上生物も住んでいた。彼らは何十年もそこに暮らしていたキプロス島人の親子を助けて、蟹手族・鮃足族・鹹魚族といった半魚人種族たちを征伐する。
鯨から脱出した彼らは氷の海、牛乳の海を抜けて「神仙の島」に着き、ホメーロス、七賢人、ディオゲネス、ピュタゴラス等々の有名人と出会う。青年たちは航海を続け、「糸瓜の海賊」・「イルカに乗った海賊」の撃退、巨大なカワセミの巣の発見、「牛頭族の島」への寄港を行なう。「驢馬の脛」の島では女妖怪の餌食になりかけるが「私」の機転で難を逃れる。
物語の終盤で、青年たちは未知の大陸に到着するが船は岸に叩きつけられて壊れてしまう。大陸での冒険は次稿で語ることにする、との旨が述べられたところで物語は終わる。

## 書誌情報
- 呉茂一訳「本当の話」
  - 収録：『ルキアノス短篇集 第一巻』筑摩書房、1943年
  - 収録：『世界文学大系 64 - 古代文学集』筑摩書房、1961年
  - 収録：『本当の話 - ルキアノス短編集』筑摩書房〈ちくま文庫〉、1989年、ISBN 4-480-02333-X
- 呉茂一訳「本当の話 抄」
  - 収録：『おかしい話』筑摩書房〈ちくま文学の森5〉、1988年、ISBN 4-480-10105-5